# Johannes Bodner
Johannes Bodner (* 28. Jänner 1969 in Kufstein) ist ein österreichischer Rechtsanwalt, Politiker (ÖVP) und ehemaliger Landesrat der Landesregierung van Staa II.
Bodner entstammt einer Tiroler Bauunternehmer-Dynastie und war während seines Studiums der Rechtswissenschaft in der elterlichen Baufirma Ing. Hans Bodner Bau GmbH & Co. KG tätig. Er absolvierte sein Gerichtspraktikum 1996 am Bezirksgericht Kufstein und war von 1997 bis 2002 Konzipient in einer Anwaltskanzlei. Seit 2002 ist er als selbständiger Rechtsanwalt eingetragen, während seiner Regierungstätigkeit ruhte seine Anwaltschaft. Seit 2003 lehrt er an der Fachhochschule Kufstein Privatrecht. Zwischen 2003 und 2005 war er zudem Präsident des FC Kufstein.
Bodner ist Mitglied des Wirtschaftsbundes und trat erst 2004 der ÖVP bei. Bei der Gemeinderatswahl in Kufstein wurde er im Jahre 2004 zum Stadtrat gewählt. Sein Ressort als Stadtrat umfasste die Bereiche Personal, Wirtschaft- und Betriebsansiedlung, Tourismus, Recht, Sport, Fürsorge, Finanzen und Verkehr. Im Zuge der Regierungsumbildung der Tiroler Landesregierung van Staa II wurde Bodner am 3. Januar  2006 zum Landesrat gewählt und beendete seine Tätigkeit als Stadtrat. Sein Ressort als Landesrat umfasst die Bereiche Wirtschaft, Wasserrecht, Wasserwirtschaft, Energiewesen, Raumordnung/Baurecht, Gesellschaften und Beteiligungen des Landes sowie Datenschutz.
Nachdem die ÖVP bei der Landtagswahl in Tirol 2008 schwere Verluste erlitten hatte, und Elisabeth Zanon den Posten des Landeshauptmanns Herwig van Staa für sich gefordert hatte, stellte sich Bodner hinter den Landeshauptmann.
Bodner gehört der neuen Landesregierung von Tirol nicht mehr an, sitzt aber als 1. Landtagsvizepräsident im Tiroler Landtag und ist Obmann des Wirtschafts-, Technologie und Tourismusausschusses. Er ist wieder als Anwalt in seiner Kufsteiner Heimatstadt in der Kanzlei Petzer, Marschitz, Bodner tätig.
Bodner ist Mitglied der katholischen Studentenverbindung K.Ö.L. Ostaricia zu Innsbruck (KÖL) und der K.Ö.St.V. Cimbria Kufstein (MKV).